# Pleslin-Trigavou
Pleslin-Trigavou (tiếng Breton: Plelin-Tregavoù) là một commune in the Côtes-d'Armor department in Bretagne in northwestern Pháp.

## Dân số
Người dân ở Pleslin-Trigavou được gọi là Pleslinois-Trigavouais hoặc Pleslinais-Trigavouais.